# Ірландська мова
Ірла́ндська мо́ва (ірл. Gaeilge) — одна з кельтських мов, що разом із шотландською гельською та менською мовами належить до гойдельської підгрупи (інша підгрупа — бритська — об'єднує валлійську, бретонську та корнську мови). Ірландська — єдина на сьогодні кельтська мова із державним статусом (разом із англійською вона є державною мовою Ірландії, а також однією з офіційних мов Європейського Союзу та Північної Ірландії).
Ірландську можна вважати класичною кельтською мовою, адже її форма у найдавніших документах зберегла низку форм, що цілком зникли із бритських мов. Ірландська мова засвідчена з IV століття нашої ери огамічними написами, а з VII ст. н. е. — глосами латинською абеткою.

## Назва
За офіційним ірландським правописом An Caighdeán Oifigiúil мова називається Gaeilge ([ˈɡeːlʲɟə]). До реформи правопису 1948 року ця назва мала вигляд Gaedhilge; первинно це був родовий відмінок від Gaedhealg, форми, яку використовували в класичній сучасній ірландській мові. Давніші написання включають такі варіанти, як Gaoidhealg [ge:ʝəlˠg] у класичній ірландській та Goídelc [goiðelˠg] в староірландській. Сучасне написання виникло через усунення німого dh із Gaedhilge.
Інші форми написання трапляються в сучасних ірландських діалектах. Окрім південноконнахтського варіанту Gaeilge, описаного вище, побутує Gaedhilic / Gaeilic / Gaeilig ([ˈɡeːlʲɪc]) або Gaedhlag ([ˈɡeːl̪ˠəɡ]) в ольстерській та північноконнахтській ірландській та Gaedhealaing / Gaoluinn / Gaelainn ([ˈɡeːl̪ˠɪŋ /ˈɡeːl̪ˠɪn]) у манстерській ірландській.

## Історія

### Рання історія
Ірландська мова має свою давню писемність, збереглися пам'ятки з VI ст., хоча окремі написи цією мовою на різних предметах відомі ще з IV ст. Християнство прийшло до Ірландії в 432 р. (на два століття раніше, ніж у Британії) і пов'язане з особою Патрикія, сина римського посадовця, захопленого в 16-річному віці в полон місцевими жителями. Згодом він утік до Галлії, отримав сан єпископа і, повернувшись до Ірландії як проповідник, розпочав християнізацію країни, з якою познайомився в юності. Найімовірніше, що Патрикій, згодом канонізований як св. Патрик, проповідував ірландською.

### «Золота доба»

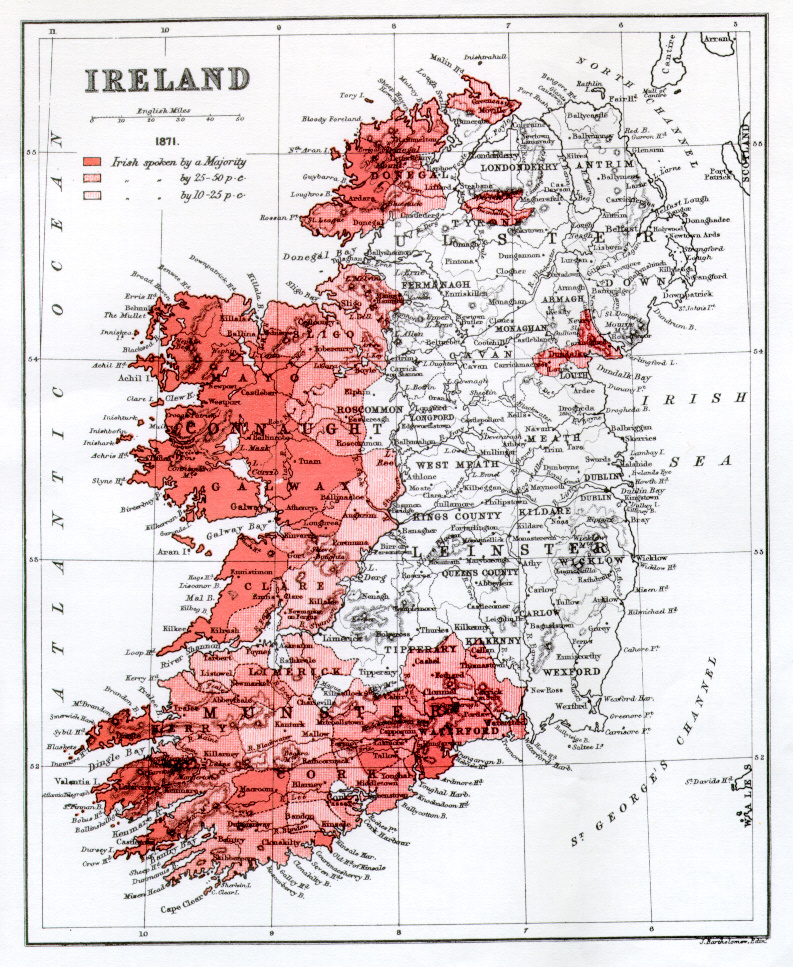
Поширення ірландської мови в 1871 році

У період з VI до IX ст., який дістав назву «Золота доба», Ірландія була єдиною в Європі країною, мову якої використовували в літературі та освітніх закладах. В інших державах вони були латиномовними. У VIII ст. ірландська мова вже плекалася в монастирях як мова релігії, витісняючи латину, панування якої на континенті залишалося непорушним упродовж багатьох століть. Ще до нормандського завоювання Британських островів у другій половині XI ст. колоністи, що жили серед ірландців, але належали до інших етнічних груп — піктів, англосаксів, данців, скандинавів, — були здебільшого асимільовані, себто перейшли на ірландську мову.

### Занепад
Процес занепаду мови почався з приходом нормандців (XII ст.) і відбувався поступово. Англійцям, що також потрапили у васальну залежність і були змушені миритися впродовж трьох століть із офіційним статусом франко-нормандської мови, вдалося відстояти свій мовний суверенітет, і в 1362 р. засідання парламенту вперше було відкрито англійською мовою. Геополітична експансія Лондона незабаром позначилася на мовному житті сусідніх етносів: в Ірландії домінування нормандців успадкували англійці. Судячи з уваги найвищої влади до мовної політики, уже в Середньовіччі мову вважали важливим компонентом національної ідентичності. Король Генріх VIII видав на початку XVI ст. низку указів, спрямованих проти ірландської мови. Ключову роль у прискоренні лінгвоциду відіграло заснування англійських поселень на ірландській території, що почалося ще в XVI ст. і набуло найбільшого розмаху за часів Кромвеля.
Особливо відчутною була експансія англійської мови в період 1600—1800 pp. На кінець XVIII ст. нею вже говорило понад 50 % населення Ірландії. До складу цієї мовної більшості ввійшла й панівна верхівка. Ірландськомовними залишилися переважно представники низів, проте їхній мові бракувало соціального престижу та офіційного визнання.
На початку XIX ст. ірландці зазнали ще одного важкого удару: на англійську мову перейшло католицьке духівництво, яке вирішило, що це сприятиме піднесенню престижу конфесії. Оскільки початкова освіта була переважно в руках ченців, то система так званих «національних шкіл», запроваджена у 1831 р., стала своєрідною машиною мововбивства. Фатальну роль відіграв також Великий голод 1845-1849 років, який найбільше позначився на соціальних низах, тобто ірландськомовному населенні: його пропорція стрімко зменшилася через вимирання та інтенсивну еміграцію.

### Нова історія

Частка людей, які вказали, що володіють ірландською мовою за переписом населення

1937 року, коли ірландську мову проголосили державною, всі офіційні документи стали видавати двома (ірландською та англійською) мовами. Але на цей час кількість носіїв ірландської мови вже була надзвичайно малою. Перепис 1926 р. показав, що нею володіло тільки 18 % населення, а тих, хто говорив тільки ірландською, було катастрофічно мало — 0,6 % від загальної кількості населення. Попри такі показники, ірландська мова зберігала свій символічно-психологічний вплив на засновників молодої держави. Відомий вислів Де Валери, одного з ідеологів ірландського руху за незалежність і третього президента країни: «краще Ірландія з її мовою, але без свободи, ніж вільна Ірландія без мови». Таким чином, і політична воля керівництва, і сама логіка розгортання національної ідеї диктували стратегічну необхідність підтримки ірландської мови, яка була видимою ознакою небританської перспективи в розвиткові нації.
У незалежній державі ірландську мову було запроваджено як обов'язковий предмет у системі освіти. У початкових класах навчання мало вестися тільки ірландською, хоча цією мовою не володіла переважна більшість населення. У 1975 р. уряд створив Комісію в справах ірландської мови «Bord na Gaeilge», на яку покладалась відповідальність за стан ірландської мови та її розвиток. Комісія намагалася досягати зазначеної мети шляхом популяризації своєї ідеї переходу на рідну мову, створенням мовних курсів різного рівня, поширенням відповідної літератури. Проте наслідки такої діяльності виявилися досить скромними.
Заходи щодо підтримки ірландської мови було запроваджено в офіційній галузі. Вона стала обов'язковою для державних службовців, в юриспруденції, армії, поліції тощо. Проте дотримання цієї вимоги стало переважно номінальним, і переважання англійської мови в практичній діяльності відповідних структур не зазнало суттєвих змін. Хоча під час перепису 1971 р. 28,3 % громадян вказали, що володіють ірландською мовою, але рівень цього володіння виявився насправді досить низьким, оскільки для абсолютної більшості вона залишається лише одним зі шкільних предметів, а не живою стихією. Однак, згідно з переписом 2006 року, ірландською мовою володіло вже понад 40 % населення Ірландії.

## Фонетика
|                        |                     | Губні      | Губні       | Губні       | Губні  | Губні  | Передньоязикові | Передньоязикові | Передньоязикові  | Передньоязикові | Задньоязикові | Задньоязикові | Гортанні |
| Губно-губні            | Губно-губні         | Labiovelar | Губно-зубні | Губно-зубні | Зубні  | Ясенні | Ясенні          | Заясенні        | Твердопіднебінні | М'якопіднебінні |               |               | Гортанні |
| тверді                 | м'які               | тверді     | тверді      | м'які       | тверді | тверді | м'які           | м'які           | м'які            | тверді          |               |               | Гортанні |
| ---------------------- | ------------------- | ---------- | ----------- | ----------- | ------ | ------ | --------------- | --------------- | ---------------- | --------------- | ------------- | ------------- | -------- |
| Проривні               | глухі               | pˠ         | pʲ          |             |        |        | t̪ˠ              |                 |                  | tʲ              | c             | k             |          |
| Проривні               | дзвінкі             | bˠ         | bʲ          |             |        |        | d̪ˠ              |                 |                  | dʲ              | ɟ             | ɡ             |          |
| Спіранти/ Апроксиманти | глухі               |            |             |             | fˠ     | fʲ     |                 | sˠ              |                  | ʃ               | ç             | x             | h        |
| Спіранти/ Апроксиманти | дзвінкі             |            |             | w           | w      | vʲ     |                 |                 |                  |                 | j             | ɣ             |          |
| Носові                 | Носові              | mˠ         | mʲ          |             |        |        | n̪ˠ              |                 | nʲ               |                 | ɲ             | ŋ             |          |
| Одноударні             | Одноударні          |            |             |             |        |        |                 | ɾˠ              | ɾʲ               |                 |               |               |          |
| Бокові апроксиманти    | Бокові апроксиманти |            |             |             |        |        | l̪ˠ              |                 | lʲ               |                 |               |               |          |

|             | Передні | Середні               | Задні |
| ----------- | ------- | --------------------- | ----- |
| Високі      | iː      |                       | uː    |
| Н. високі   | ɪ       |                       | ʊ     |
| Високо-сер. | eː      |                       | oː    |
| Середні     |         | ə (лише ненаголошені) |       |
| Низько-сер. | ɛ       |                       | ɔ     |
| Низькі      | a       |                       | ɑː    |

Наголос. Стандартний ірландський наголос падає на перший склад. Він настільки сильний, що наступні короткі голосні звучать нечітко: macalla. Довгі голосні в середині слова мають допоміжний наголос: garsun. У деяких випадках перший склад не наголошений (arán) або й редукується до беззвучності (an t-arán). На Півдні (манстерський діалект) наголос падає на довгий склад у будь-якій позиції, а у випадку подвійного наголосу останній глушить перший. Крім цього, у Манстері наголошеним є суфікс -ach.
Назалізація. Звуки á, a, ó, o, ú, u перед mh та nn підлягають назалізації, тобто перетворюються на носові голосні. При цьому a у поєднанні з mh, m, nn утворює носові дифтонги (sámh, am, comhartha, cumhacht, cúng).
Дифтонги: iə, uə, əi, əu.

## Граматика
Граматика ірландської мови разом із іншими кельтськими мовами має низку особливостей, нетипових для інших індоєвропейських мов. Зокрема, найбільш разючими відмінностями щодо української мови є мутація початкового приголосного, порядок слів у реченні VSO (присудок + підмет + додаток) та використання двох різних форм дієслова «бути».
Але жодна з цих відмінностей не є суто ірландською. Всі вони трапляються як у інших кельтських мовах, так і в мовах інших сімей: морфосинтаксична мутація функціонує в африканській мові фульфульде; порядок слів VSO притаманний давнім семітським мовам (класичній арабській та івриту); дві форми «бути» є у португальській, іспанській та італійській мовах. Використання прийменникових займенників властиве семітським, а також деяким маловідомим європейським мовам (наприклад венеційській)
Ситуацію ускладнює різноманіття діалектів, різниця між рекомендованим стандартом і розмовними спрощеннями граматики та вимови, які відбуваються під час мовлення носіїв.

### Синтаксис
В ірландській мові порядок слів у реченні має форму VSO (присудок + підмет + додаток), а також використовують два дієслова «бути». Одне з них вживають для опису постійної характеристики особи чи предмета, а інше — для опису тимчасових якостей.
Прикметник вживають після іменника (за винятком присвійних), але є низка прикметників та часток, які функціонують як префікси.

### Морфологія
В ірландській мові є три відмінки: загальний (давньоірландські називний та знахідний), кличний та родовий. У манстерському діалекті збереглася форма давального відмінка, хоча її рідше вживають молоді носії мови. Сучасна система відмінювання є радикально спрощеною системою давньоірландської мови.
Ірландські іменники можуть бути чоловічого або жіночого роду (середній рід зник). Певною мірою родові відмінності можна визначити завдяки специфічним закінченням -án та -ín (для чоловічого) і -óg (для жіночого).
Ще однією особливістю ірландської мови, що споріднює її з іншими кельтськими мовами, є використання прийменникових займенників (forainmneacha réamhfhoclacha). Наприклад, слово «біля» звучить як ag, а для першої особи однини («біля мене») воно набуває форми agam. Коли його вживають із дієсловом bí («бути») ag означає володіння (відповідник українського дієслова «мати»).
- Tá leabhar agam. — «Я маю книгу» (Буквально, «є книга в мене»)
- Tá leabhar agat. — «Ти маєш книгу»
- Tá leabhar aige. — «Він має книгу»
- Tá leabhar aici. — «Вона має книгу»
- Tá leabhar againn. — «Ми маємо книгу»
- Tá leabhar agaibh. — «Ви маєте книгу»
- Tá leabhar acu. — «Вони мають книгу»

### Мутації
Ірландській мові, як і кельтським мовам загалом, притаманна мутація, за якої початковий та кінцевий приголосний можуть змінюватись, аби виразити граматичні відношення та значення. Мутація стосується дієслів, іменників та прикметників. Деякі приголосні можуть змінюватися двома способами залежно від контексту.
В ірландській є два класи початкової мутації:
- Леніція (ірл. séimhiú, пом'якшення) описує зміни фрикативних. За старим правописом над зміненим приголосним ставили крапку (buailte), а тепер біля нього пишуть -h:

- caith! «кидай!» — chaith mé «я кинув» (це приклад леніції як показника минулого часу, що зумовлено використанням do, хоча зараз його зазвичай опускають).
- margadh «торгівля», «місце торгівлі», «угода» — Tadhg an mhargaidh «людина вулиці» (дослівно «Тейґ місця торгівлі»; тут леніція позначає родовий відмінок іменника чоловічого роду).
- Seán «Шон, Джон» — a Sheáin! «Джоне!» (тут леніція є частиною кличного відмінка — фактично, клична леніція зумовлена a перед Sheáin).

- Екліпсія (ірл. urú) охоплює вираження глухих звуків, а також назалізацію дзвінких.

- athair «батько» — ár nAthair «наш батько»
- tús «початок», ar dtús «на початку»
- Gaillimh «Ґолвей» — i nGaillimh «у Ґолвеї»

Часто мутації є єдиною можливістю розрізнити схожі граматичні форми. Наприклад, єдине, чим різняться (поза контекстом) присвійні займенники «її», «його» та «їхній», це початкова мутація, оскільки всі ці слова позначає ірландське a. Ось як це виглядає на прикладі слова bróg (черевик):
- їхній черевик — a mbróg (екліпсія)
- його черевик — a bhróg (леніція)
- її черевик — a bróg (без змін)

## Письмо

Заява Еймона де Валери, написана традиційним ґельським шрифтом

### Стандарт правопису
Приблизно в час другої світової війни Séamas Daltún, що відповідає за Rannóg an Aistriúcháin (офіційний відділ перекладів ірландського уряду) видав власні керівні принципи, як стандартизувати ірландський правопис та граматику. Цей де-факто стандарт згодом затвердили на державному рівні під назвою Офіційний Стандарт або Caighdeán Oifigiúil. Він спростив та стандартизував правопис. Було усунуто німі літери, а звукові комбінації наближено до усної мови. В тих випадках, коли існувало кілька діалектних версій одного слова, було відібрано якусь одну.
Приклади:
- Gaedhealg / Gaedhilg(e) / Gaedhealaing / Gaeilic / Gaelainn / Gaoidhealg / Gaolainn → Gaeilge, «ірландська мова» (Gaoluinn або Gaolainn досі використовують у книгах, написаних манстерським діалектом, або як жартівливу назву для манстерського діалекту)
- Lughbhaidh → Lú, «Лаут»
- biadh → bia, «їжа»

### Діалектні правописи
Літературне написання не завжди відповідає вимові кожного діалекту. Наприклад, у літературній ірландській bia («їжа») має родовий відмінок bia. А от у манстерській ірландській, форма родового відмінка має вимову /bʲiːɟ/. Через це носії деяких діалектів досі використовують написання biadh, зокрема, аби показати звукову різницю між biadh (називний в.) та bídh (родовий в.). У Манстері останнє написання зазвичай вимовляють як /bʲiːɟ/, оскільки кінцеві -idh, -igh зазвичай спрощуються до -ig у манстерській вимові. Іншим прикладом може бути слово crua, що означає «важкий, непростий». Його вимовляють як /kruəɟ/ у манстерській, записуючи як cruaidh. І хоча у манстерській ao звучить як /eː/, а aoi звучить як /iː/, втім нове написання слова saoghal, род. saoghail («життя, світ»), має вигляд saol, родовий saoil. Це вносить плутанину між написанням та вимовою у манстерській, адже слово має вимову /sˠeːl̪ˠ/, родовий /sˠeːlʲ/.

### Позначення леніції

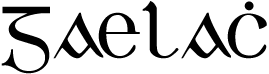
Слово «Gaelach», написане ґельським шрифтом.

Спершу леніцію позначали надрядковим діакритичним знаком, що має назву ponc séimhithe або sí buailte (часто скорочену до buailte). Він походить від punctum delens, який вживали в середньовічних рукописах для видалення, схожого на перекреслення непотрібних слів у сучасних рукописних текстах. З такого вживання його було взято для позначення леніції s (від /s/ до /h/) та f (повне затухання /f/) у давньоірландських текстах.
Згодом леніцію c, p та t стали позначати додаванням літери h після зміненого приголосного (за прикладом позначення давньогрецького придиху в латині); леніцію інших приголосних залишали непозначеною. Згодом обидва «конкурентні» методи були поширеними для позначення леніції будь-якого звука крім l та n: як за допомогою buailte, так і за допомогою h. Зрештою, перший варіант переважав у випадку написання тексту гельськими літерами, а вживання h — у текстах романським шрифтом.
Сьогодні гельський шрифт та діакритичні знаки вживають рідко, переважно тоді, коди таке вживання є «необхідним»: на емблемах та гербах. Літери з buailte є доступними в Юнікоді та Latin-8.

### Сучасна абетка
Абетка, яку використовує сучасна ірландська мова, є схожою на англійську без літер j, k, q, w, x, y, z; втім, деякі слова англійського походження, що не мають ірландського відповідника, пишуть із цими літерами: наприклад, Jeep пишуть як Jíp. У деяких словах нетрадиційні літери викидають і заміняють найближчими за звучанням традиційними, наприклад, phone > Fón. Письмова мова виглядає досить складною для тих, хто не знайомий із нею, втім, якщо зрозуміти, що до чого, то правопис досить простий.
Сучасна ірландська мова має лише один діакритичний знак — гострий наголос (á é í ó ú), який ірландською називають síneadh fada («довга позначка»), в множині sínte fada. Він служить для подовження звука голосної, а іноді й для зміни його характеру. Наприклад, в манстерській ірландській a = /a/ або /ɑ/, á = /ɑː/; а от в ольстерівській ірландській á = /æː/.
| Ірландська абетка (латиниця) | Ірландська абетка (латиниця) | Ірландська абетка (латиниця) | Ірландська абетка (латиниця) |
| Графіка                      | Сучасні назви літер          | Традиційні назви літер       | Переклад назви               |
| ---------------------------- | ---------------------------- | ---------------------------- | ---------------------------- |
| Á á                          | —                            | —                            | —                            |
| A a                          | á                            | ailm                         | в'яз                         |
| B b                          | bé                           | beith                        | береза                       |
| C c                          | cé                           | coll                         | горіх                        |
| D d                          | dé                           | dair                         | дуб                          |
| É é                          | —                            | —                            | —                            |
| E e                          | é                            | edad                         | осика                        |
| F f                          | eif                          | fern                         | вільха                       |
| G g                          | gé                           | gort                         | плющ                         |
| H h                          | héis                         | —                            | —                            |
| Í í                          | —                            | —                            | —                            |
| I i                          | í                            | idad                         | тис                          |
| L l                          | eil                          | luis                         | гірський ясен                |
| M m                          | eim                          | muin                         | виноградна лоза              |
| N n                          | ein                          | nin                          | ясен                         |
| Ó ó                          | —                            | —                            | —                            |
| O o                          | ó                            | onn                          | дрік                         |
| P p                          | pé                           | peith                        | карликова вільха             |
| R r                          | ear                          | ruis                         | бузина                       |
| S s                          | eas                          | sail                         | верба                        |
| T t                          | té                           | tinne                        | гостролист                   |
| Ú ú                          | —                            | —                            | —                            |
| U u                          | ú                            | úr                           | терен                        |

Примітки.
1. Літери á, é, í, ó, ú не мають особливих назв, оскільки є різновидами відповідно літер a, e, i, o, u.
2. Додаткові літери також мають ірландські назви: j (jé), k (cá), q (cú), v (vé), w (wae), x (eacs), y (yé), z (zae).

## Діалекти
Ірландію на відміну від Британії не завоювали римляни, і тутешня кельтська мова продовжувала функціонувати як мова літератури і науки, через що в ній збереглися риси давньої кельтської мови.
Із приходом римлян-християн в ірландській мові з'явилися перші запозичення з латини. Вони були пов'язані з церквою або предметами римської цивілізації. Також було перейнято певну кількість запозичень зі скандинавської мови. В період середньоірландської мови було чимало запозичено з французької, та найбільше було запозичено з англійської мови (впродовж середнього та сучасного періодів).
Сьогодні ірландська як перша мова існує лише у формі діалектів, стандартна мова поступово стає розмовною в містах. Ірландські діалекти поширені в селах трьох провінцій: Ольстера (на півночі), Манстера (на півдні) та Коннахта (на заході). Найпомітнішими є регіональні відмінності між Півднем та Північчю.
Виділяють чотири діалекти:
- східноманстерський
- західноманстерський
- західний коннотський
- північний донеґольський.

Різниці в діалектах проявляються на рівні лексики, синтаксису, морфології та фонетики. На Півдні мова консервативніша, а також існує тенденція наголошувати останній склад слів, в той час як в Ольстері та Конноті наголошують перший склад. У певних випадках на Півдні й у Конноті вживають такий вид мутації як затухання або екліпція (don bhfear — чоловікові); на півночі ж — щілинна мутація або леніція (don fhear — чоловікові). Також на Півдні набагато ширше вживають синтетичні форми дієслів, ніж на Півночі. В літературній мові діалектні відмінності не проявлялися до XVIII ст.

## Мас-медіа
Ірландською ведуть трансляції кілька радіо- та телеканалів, а також виходить деяка періодика. Існує низка літературних фестивалів та премій, що заохочують літературу ірландською мовою. У більшості книгарень країни можна знайти книжки ірландською.
Телеканали
- TG4 (веде трансляцію на обидві Ірландії)  [Архівовано 25 липня 2016 у Wayback Machine.]
- Cúla 4 (транслює дитячі програми)  [Архівовано 27 червня 2011 у Wayback Machine.]
- RTÉ News Now (цілодобові новини на сайті RTÉ, озвучення ірландською та англійською мовами)  [Архівовано 21 червня 2011 у Wayback Machine.]

Радіостанції
- RTÉ Raidió na Gaeltachta або RnaG (веде трансляцію на обидві Ірландії)
- Anocht FM (молодіжне радіо тієї ж частоти, що й RnaG)
- Raidió Rí-Rá (молодіжне радіо, поза інтернетом транслює у Дубліні, Корку, Лімеріку та Ґолвеї)  [Архівовано 21 липня 2011 у Wayback Machine.]
- Raidió Na Life (веде трансляцію на території Великого Дубліна)  [Архівовано 21 липня 2011 у Wayback Machine.]
- Raidió Fáilte (веде трансляцію на території Великого Белфаста)  [Архівовано 5 січня 2010 у Wayback Machine.]

Газети
- Nuacht24 (щоденна онлайн-газета, що раз на тиждень виходить друком у Белфасті)  [Архівовано 6 червня 2011 у Wayback Machine.]
- Foinse (тижневик, найбільша газета ірландською мовою, виходить у Ґолвеї)  [Архівовано 19 травня 2022 у Wayback Machine.]
- Gaelscéal (тижневик на 32 сторінки)  [Архівовано 30 травня 2013 у Wayback Machine.]
- Saol (щомісячна газета)

Крім того більшість англомовних газет мають колонки ірландською мовою.
Журнали
- Comhar (заснований ще 1942 року, тепер доступний онлайн [Архівовано 13 липня 2011 у Wayback Machine.])
- Feasta (щомісячний журнал)  [Архівовано 17 липня 2011 у Wayback Machine.]
- Nós (щомісячний молодіжний журнал)  [Архівовано 14 липня 2011 у Wayback Machine.]
- Popnuacht
- Gaelscoil magazine (освітній журнал)  [Архівовано 17 лютого 2012 у Wayback Machine.]
- An Doras (північноамериканський журнал)  [Архівовано 11 липня 2011 у Wayback Machine.]

Інтернет-ресурси
- Див. тут

## Статус

### Республіка Ірландія

Ірландська мова у гелтахтах.

За Конституцією Ірландії ірландську мову визнано національною і першою офіційною мовою країни (в той час як другою офіційною є англійська). 1938 року засновник Гельської ліги Дуглас Гайд став першим президентом Ірландії. Запис його промови роскоммонською ірландською мовою є чи не єдиним збереженим зразком цього діалекту.
Після заснування Ірландської Вільної держави 1922 року ірландський уряд встановив потрібний рівень знання ірландської мови для всіх, хто займає державні посади (в тому числі й поштові працівники, податківці, сільськогосподарські інспектори тощо). Знання лише однієї державної мови було введено 1974 року, частково через акції протесту на зразок Руху за мовну свободу.
Хоча обов'язкове знання першої державної мови для дрібних державних службовців було скасовано, ірландська мова залишається обов'язковим предметом в усіх державних школах Ірландії. Охочі викладати в державних школах також повинні пройти іспит «Scrúdú Cáilíochta sa Ghaeilge». Потребу знати ірландську або англійську мову для роботи в Gardaí (поліції) було введено у вересні 2005 року, хоча заявникам викладають уроки мови впродовж двох років тренінгів. Усі офіційні документи Уряду Ірландії повинні бути опубліковані або обома мовами — ірландською та англійською, або лише ірландською мовою (згідно з Актом про офіційні мови 2003 року).
Національний університет Ірландії зобов'язує всіх абітурієнтів скласти іспит з ірландської мови. Винятки зроблено для студентів, що народилися за межами Республіки Ірландія (чи принаймні здобули початкову освіту за її межами) та людей, що страждають дислексією.
Упродовж кількох років тривають дискусії в політичних, академічних та інших колах щодо провальності знання ірландської мови серед студентів англомовних шкіл (яких є більшість), навіть після 14 років. Супутнє зниження кількості природних носіїв мови також викликає занепокоєння.
Усе ж кількість людей, що розмовляють ірландською, у містах зростає. Переважно це є наслідком незалежної системи освіти, де ірландська мова є єдиною мовою викладання. Такі початкові школи називають Gaelscoileanna, їх підтримує певна кількість середніх шкіл. Ці середні ірландські школи відправляють більшу кількість студентів у вищу освіту, ніж загальноосвітні школи. Через це існує тенденція, за якою користувачі ірландської мови займають місце в середньому класі та високоосвіченій меншості.
Попри те, що офіційні документи мають виходити як ірландською, так і англійською мовами, фактично вони доступні переважно лише англійською мовою.

### Північна Ірландія

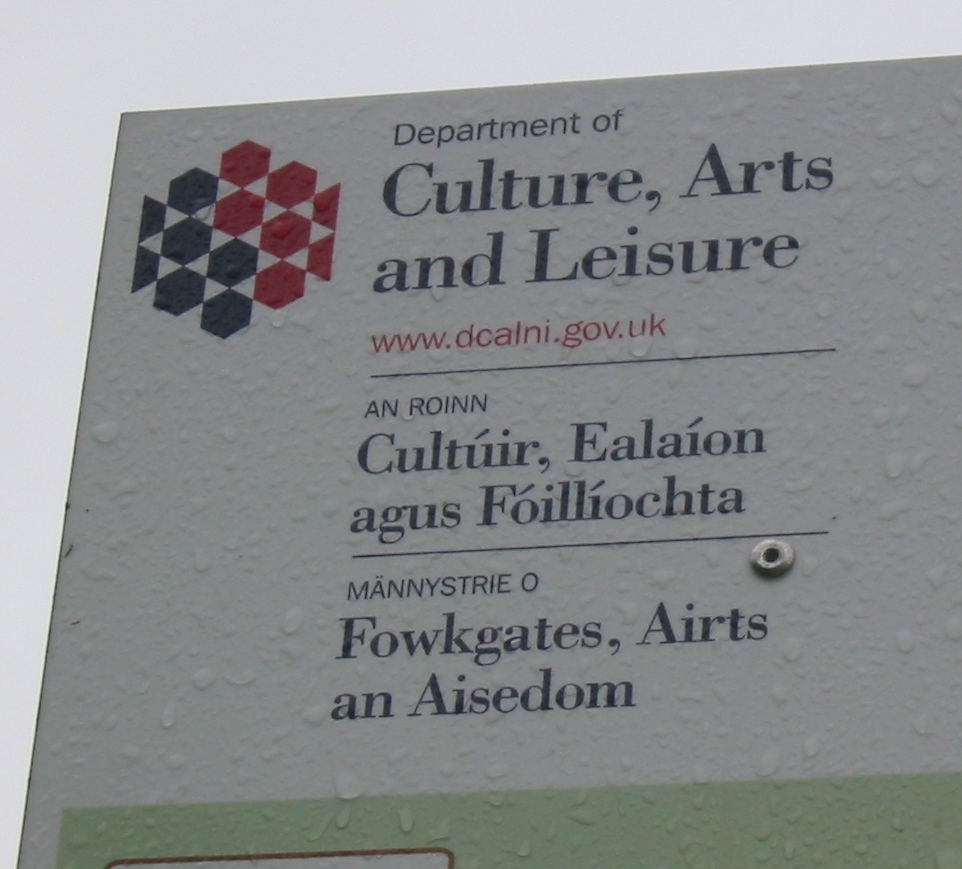
Знак Департаменту культури, мистецтв та дозвілля у Північній Ірландії англійською, ірландською та ольстерською шотландською мовами.

До появи Північної Ірландії 1921 року ірландську мову в цьому регіоні викладали в деяких школах під назвою «кельтська мова». Між 1922 та 1972 роками більшість у місцевому парламенті складали представники Ольстерської юніоністської партії, що була вороже настроєна проти мови. У перші п'ятдесят років ірландська мова повністю випала з теле- та радіомовлення. Мова отримала формальне визнання з боку уряду Великої Британії 1998 року (згідно з Белфастською угодою), а також згодом 2003 року, коли Велика Британія ратифікувала Європейську хартію регіональних мов. Британський уряд пообіцяв створити умови для заохочення розвитку мови, згідно з Угодою св. Андрія 2006 року.

### Європейський Союз
Ірландська мова стала офіційною мовою Європейського Союзу 1 січня 2007 року. Це означає, що депутати-носії мови можуть виступати ірландською в Європейському Парламенті та в комітетах, хоча в останньому випадку вони повинні подати попереднє письмове повідомлення перекладачеві-синхроністу, щоб сказане було перекладено іншими мовами. Хоча мова має офіційний статус ЄС, на разі лише ухвалені рішення повинні бути перекладеними по-ірландському (через п'ятирічне обмеження, пов'язане з переговорами про новий статус мови). Будь-яке розширення рангу документів, що повинні бути перекладеними, залежатиме від результатів цього п'ятирічного спостереження та від того, чи ірландський уряд домагатиметься продовження. Наразі саме уряд Ірландії узяв на себе підготовку потрібної кількості усних та письмових перекладачів та всі витрати, пов'язані з цим.
До отримання статусу офіційної ірландська мова мала статус мови договорів, тобто лише документи найвищого рівня перекладали нею.
1 січня 2022 року, ірландська мова отримала статус офіційної робочої мови в установах Євросоюзу і відтепер документи ЄС повинні будуть перекладатися також ірландською.
Хоча Ірландія приєдналась до ЄС у ще у 1973 році, лише з 1 січня 2022 року вона отримує повноцінний статус робочої мови й документи Євросоюзу тепер повинні будуть перекладатися також ірландською мовою.
В Ірландії у цьому вбачають потужний стимул для відродження і розвитку ірландської. Надання ірландській мові статусу робочої мови потребувало років організаційної підготовки. За п’ять років кількість співробітників в установах ЄС, які володіють ірландською, зросла з 58 до 170, а у 2022 році має досягнути 200. Витрати на письмовий та усний переклад сплачуються з бюджету ЄС, для чого Ірландія також робить внески.

### За межами Ірландії
Ірландська мова поширилася за кордоном завдяки широкій ірландській діаспорі, головно в Британії та Північній Америці, але також у Австралії, Новій Зеландії та Аргентині. Перша велика хвиля почалася в 17-му ст., в більшості вона стала наслідком завоювання Ірландії військами Олівера Кромвеля. Ірландська еміграція до Америки, добре організована у 18-ому столітті, посилилася у 1840-х через Великий Голод. Ця хвиля була спрямована також на Британію. На той час більшість емігрантів розмовляли ірландською як першою мовою, хоча її місце поступово займала англійська. Носії ірландської мови вперше прибули до Австралії наприкінці 18-ого століття як в'язні та солдати, багато ірландськомовних поселенців з'явилося у 1860-х роках. Частина емігрантів оселилася в Новій Зеландії. Аргентина є єдиною неангломовною країною, куди переселилася значна частина носіїв ірландської мови, через що частина тамтешніх поселенців досі розмовляють ірландською.
Деякі емігранти могли читати ірландською, чимало рукописів прибуло до Америки, тому саме там виникла перша газета ірландською мовою. В Австралії також виникли ірландські друковані видання. «Гельське відродження», що виникло в Ірландії в 1890-х, знайшло продовження за кордоном завдяки філіям Гельської ліги, що з'явилися у всіх країнах, куди емігрували носії ірландської мови.
Зниження вживаності ірландської в Ірландії та уповільнення еміграції спричинили зменшення кількості носіїв за кордоном. Попри це, невелика кількість ентузіастів продовжили вивчати та культивувати ірландську мову в країнах діаспори, ця тенденція зміцнилася у другій половині XX століття. Сьогодні мову викладають у деяких вишах Північної Америки, Австралії та Європи, а носії ірландської за межами Ірландії роблять внесок до літератури й журналістики ірландською мовою.

## Використання
Дані перепису населення 2016 року показують:

Загальне число людей, що відповіли "так" на запитання про вміння розмовляти ірландською мовою, у квітні 2016 року становило 1 761 420, це трохи більше (0,7%), ніж у 2011 — тоді таких було 1 774 437. Це відповідає 39,8% від усього населення порівняно з 41,4% у 2011... З усіх 73 803 людей, що вживають ірландську мову щоденно (поза освітньою системою), 20 586 (27,9%) живуть у ґелтахтах.

### Щоденне використання ірландської (2011-2016)
Статистика щоденного використання ірландської мови в ґелтахтах у 2011-2016. 
| Графство Корк      | 982    | 872    | ▼ 110   | ▼ 11.2% |
| Графство Донеґал   | 7,047  | 5,929  | ▼ 1,118 | ▼ 15.9% |
| Місто Ґолвей       | 636    | 647    | ▲ 10    | ▲ 1.6%  |
| Графство Ґолвей    | 10,085 | 9,445  | ▼ 640   | ▼ 6.3%  |
| Графство Керрі     | 2,501  | 2,049  | ▼ 452   | ▼ 18.1% |
| Графство Майо      | 1,172  | 895    | ▼ 277   | ▼ 23.6% |
| Графство Міт       | 314    | 283    | ▼ 31    | ▼ 9.9%  |
| Графство Вотерфорд | 438    | 467    | ▲ 29    | ▲ 6.6%  |
| Всі ґелтахти       | 23,175 | 20,586 | ▼ 2,589 | ▼ 11.2% |
| Джерело:           |        |        |         |         |

## Приклад
«Заповіт» Т. Шевченка ірландською мовою (переклав Ліям Кірк)
| AN TUACHT Nuair fhaighidh mé bás, cuir sa chré mé In uaig ar bharr cnoic, I gceartlár na steipe leathain, Ins an Ucráin mhuirneach, Go bhfeice mé tírdhreach fairsing, Páirceanna is sléibhte. Go gcloise mé búir an Dnieper Ar a bealach réite. Nuair iompróidh sí ón Ucráin Isteach sa mhuir mhór ghorm Fuil na namhad.., annsin tréigfidh mé An domhan is lúcháir orm. Cnoic is goirt a fhágáil thiar, Eitilt go áitreabh De, Le guí annsin thuas Leis ar Neamh… Go san ní n-aithním É. Cuir sa chré mé is dúisigí, Réabaigí na slabhraí, Le droch-fhuil na namhad spréigí Bláth saoirse an tsamhraidh. Is ins an dteaghlach nua seo, I gclann na saoirse gil, Cuimhnigh ormsa atá faoi fhód Le focal caomh go dil. |

Джерело: Українська бібліотека